# Computerkøling
Computerkøling er et kølesystem til at køle computerens komponenter, der genererer meget varme som f.eks. processor (CPU), grafikkort (GPU) og hukommelse (RAM).
Computervandkøling er et lukket kølesystem, der anvender destilleret eller demineraliseret vand til at transportere varmen fra en del af computerens komponenter, der genererer meget varme som f.eks. processor (CPU), grafikkort (GPU) og hukommelse (RAM) - til en ekstern køleplade.